# Willing
Pour les articles homonymes, voir Willing.
Willing est une ville située dans le comté d'Allegany dans l'État de New York aux États-Unis. La population était de 1 295 au recensement de 2020. La ville se situe à la frontière sud du comté, non loin de Wellsville.